# Miroslava Holoubková
Miroslava Holoubková (* 10. dubna 1964, Praha) je česká spisovatelka a nakladatelka, zabývající se ve svých knihách především osobním a duchovním rozvojem, partnerskými a rodinnými vztahy, astrologií a sebepoznáním. V těchto oblastech poskytuje i poradenství.

## Životopis

### Dětství, studium
Narodila se v Praze jako nejstarší ze tří dětí. Dětství i dospívání prožila ve středočeské obci Středokluky.
Vystudovala školu společného stravování v Praze (maturita 1984), poté nastoupila na mateřskou dovolenou. Od roku 1990 se intenzivně věnovala studiu psychologie, astrologie, numerologie, regresní terapie a dalších ezoterických oborů  formou samostudia.

### Profesionální kariéra
V letech 1990 až 1993 pracovala ve vydavatelství a nakladatelství Práce. Od roku 1994 do roku 1997 pracovala na letišti Praha-Ruzyně ve výpočetním středisku.
Od roku 1997 se věnuje psaní naučných knih v oblasti osobního a duchovního rozvoje, partnerských, rodinných a mezilidských vztahů a astrologie a také poradenské a přednáškové činnosti.
Od roku 2001 provozuje také vlastní vydavatelství a nakladatelství s názvem Miroslava Holoubková.  
Publikovala např. v časopisech Regenerace, Astro, Vital, Spirit, Vesmír, aj. 

### Rodina
Z prvního manželství má dva syny – Zdeněk (* 1984), Pavel (* 1986). Podruhé se vdala v roce 2016, manžel Pavel Černý.

## Dílo
- 1999 O svém životě si rozhodujeme sami (ISBN 978-80-904026-2-1)
- 2001 Na konci cesty nás čeká poznání (ISBN 80-238-7109-9)
- 2007 Planety ve znameních (ISBN 978-80-254-0034-0)
- 2010 Kvalitní partnerské vztahy (ISBN 978-80-904026-1-4)
- 2011 Astrologická znamení (ISBN 978-80-904026-3-8)
- 2014 Cesta duchovního rozvoje (ISBN 978-80-904026-4-5)
- 2017 Poznejte dobře sami sebe (ISBN 978-80-904026-5-2)
- 2019 Jak postupovat při studiu astrologie (ISBN 978-80-904026-6-9)
- 2019 Jak správně analyzovat (ISBN 978-80-904026-7-6)
- 2020 Volba a rozvoj povolání (ISBN 978-80-904026-8-3)
- 2021 Regresní terapie (ISBN 978-80-904026-9-0)